# Villa le Manoir
La villa le Manoir est une villa de Grandcamp-Maisy dans le Calvados en France. Par la précocité de la construction elle constitue « un archétype de la villa normande pittoresque ».

## Histoire
Elle a été bâtie en 1909 sur les plans de l'architecte Gustave Umbdenstock. Villa de trois étages, elle aurait été[évasif] occupée par des soldats allemands au cours de la Seconde Guerre mondiale. Elle est maintenant la propriété de la famille Audrain.[réf. nécessaire]
Elle est située 27, rue Gambetta.

## Architecture
La villa, le jardin et la maison de communs ont été inscrits aux monuments historiques par un arrêté du 3 octobre 2006.